# Técou
Técou est une commune française située dans l'ouest du département du Tarn, en région Occitanie. Sur le plan historique et culturel, la commune est dans le Gaillacois, un pays qui doit sa notoriété à la qualité de ses vins.
Exposée à un climat océanique altéré, elle est drainée par le riou Frayzi, le ruisseau de Saudronne, le Rieutort, le ruisseau de Banis, le ruisseau de labordes et par divers autres petits cours d'eau.
Técou est une commune rurale qui compte 1 099 habitants en 2022, après avoir connu une forte hausse de la population depuis 1975.  Elle fait partie de l'aire d'attraction d'Albi. Ses habitants sont appelés les Técounais ou  Técounaises.

## Géographie

### Localisation
Commune située à 7 kilomètres au sud de Gaillac, dans la vallée du Tarn.

### Communes limitrophes
Les communes limitrophes sont  Brens, Cadalen, Montans et Peyrole.
|         | Brens   |         |
| Montans | Parisot | Cadalen |
|         | Peyrole |         |

### Géologie et relief
La superficie de la commune est de 1 940 hectares ; son altitude varie de 160  à   325 mètres.

### Hydrographie
La commune est dans le bassin de la Garonne, au sein du bassin hydrographique Adour-Garonne. Elle est drainée par le Riou Frayzi, le ruisseau de Saudronne, le Rieutort, le ruisseau de Banis, le ruisseau de labordes, le ruisseau de Fontbareillères, le ruisseau de la Bastide, le ruisseau de Pisse-Saume et par divers petits cours d'eau, qui constituent un réseau hydrographique de 26 km de longueur totale,.
Le Riou Frayzi, d'une longueur totale de 11,5 km, prend sa source dans la commune de Peyrole et s'écoule du sud-est vers le nord-ouest. Il traverse la commune et se jette dans le Tarn à Montans, après avoir traversé 3 communes.
Le ruisseau de Saudronne, d'une longueur totale de 22,2 km, prend sa source dans la commune de Cadalen et s'écoule vers le nord. Il traverse la commune et se jette dans le Tarn à Brens, après avoir traversé 3 communes.

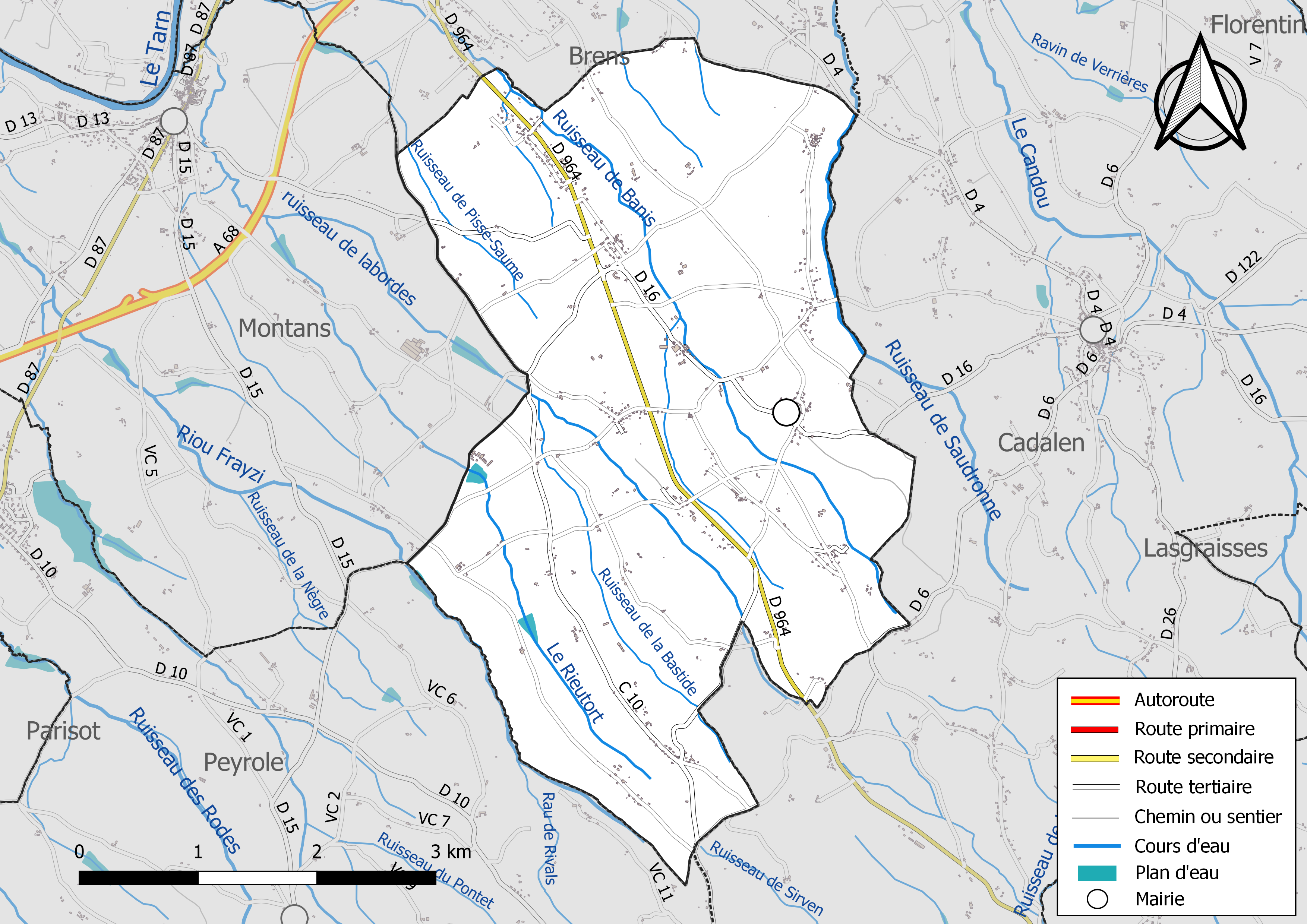
Réseaux hydrographique et routier de Técou.

### Climat
Pour des articles plus généraux, voir Climat de l'Occitanie et Climat du Tarn.
En 2010, le climat de la commune est de type climat du Bassin du Sud-Ouest, selon une étude du Centre national de la recherche scientifique s'appuyant sur une série de données couvrant la période 1971-2000. En 2020, Météo-France publie une typologie des climats de la France métropolitaine dans laquelle la commune est exposée à un climat océanique altéré et est dans la région climatique Aquitaine, Gascogne, caractérisée par une pluviométrie abondante au printemps, modérée en automne, un faible ensoleillement au printemps, un été chaud (19,5 °C), des vents faibles, des brouillards fréquents en automne et en hiver et des orages fréquents en été (15 à 20 jours).
Pour la période 1971-2000, la température annuelle moyenne est de 12,9 °C, avec une amplitude thermique annuelle de 16,1 °C. Le cumul annuel moyen de précipitations est de 835 mm, avec 10,1 jours de précipitations en janvier et 5,6 jours en juillet. Pour la période 1991-2020, la température moyenne annuelle observée sur la station météorologique de Météo-France la plus proche, « Albi », sur la commune du Sequestre à 15 km à vol d'oiseau, est de 13,8 °C et le cumul annuel moyen de précipitations est de 733,9 mm. 
La température maximale relevée sur cette station est de 42,3 °C, atteinte le 23 août 2023 ; la température minimale est de −20,4 °C, atteinte le 16 janvier 1985,,.
Les paramètres climatiques de la commune ont été estimés pour le milieu du siècle (2041-2070) selon différents scénarios d'émission de gaz à effet de serre à partir des nouvelles projections climatiques de référence DRIAS-2020. Ils sont consultables sur un site dédié publié par Météo-France en novembre 2022.

### Milieux naturels et biodiversité
Aucun espace naturel présentant un intérêt patrimonial n'est recensé sur la commune dans l'inventaire national du patrimoine naturel,,.

## Urbanisme

### Typologie
Au 1er janvier 2024, Técou est catégorisée commune rurale à habitat dispersé, selon la nouvelle grille communale de densité à sept niveaux définie par l'Insee en 2022.
Elle est située hors unité urbaine. Par ailleurs la commune fait partie de l'aire d'attraction d'Albi, dont elle est une commune de la couronne,. Cette aire, qui regroupe 91 communes, est catégorisée dans les aires de 50 000 à moins de 200 000 habitants,.

### Occupation des sols
L'occupation des sols de la commune, telle qu'elle ressort de la base de données européenne d’occupation biophysique des sols Corine Land Cover (CLC), est marquée par l'importance des territoires agricoles (90,1 % en 2018), en diminution par rapport à 1990 (91,9 %). La répartition détaillée en 2018 est la suivante : 
terres arables (38,9 %), zones agricoles hétérogènes (32,8 %), prairies (11 %), forêts (8,1 %), cultures permanentes (7,5 %), zones urbanisées (1,8 %). L'évolution de l’occupation des sols de la commune et de ses infrastructures peut être observée sur les différentes représentations cartographiques du territoire : la carte de Cassini (XVIIIe siècle), la carte d'état-major (1820-1866) et les cartes ou photos aériennes de l'IGN pour la période actuelle (1950 à aujourd'hui).

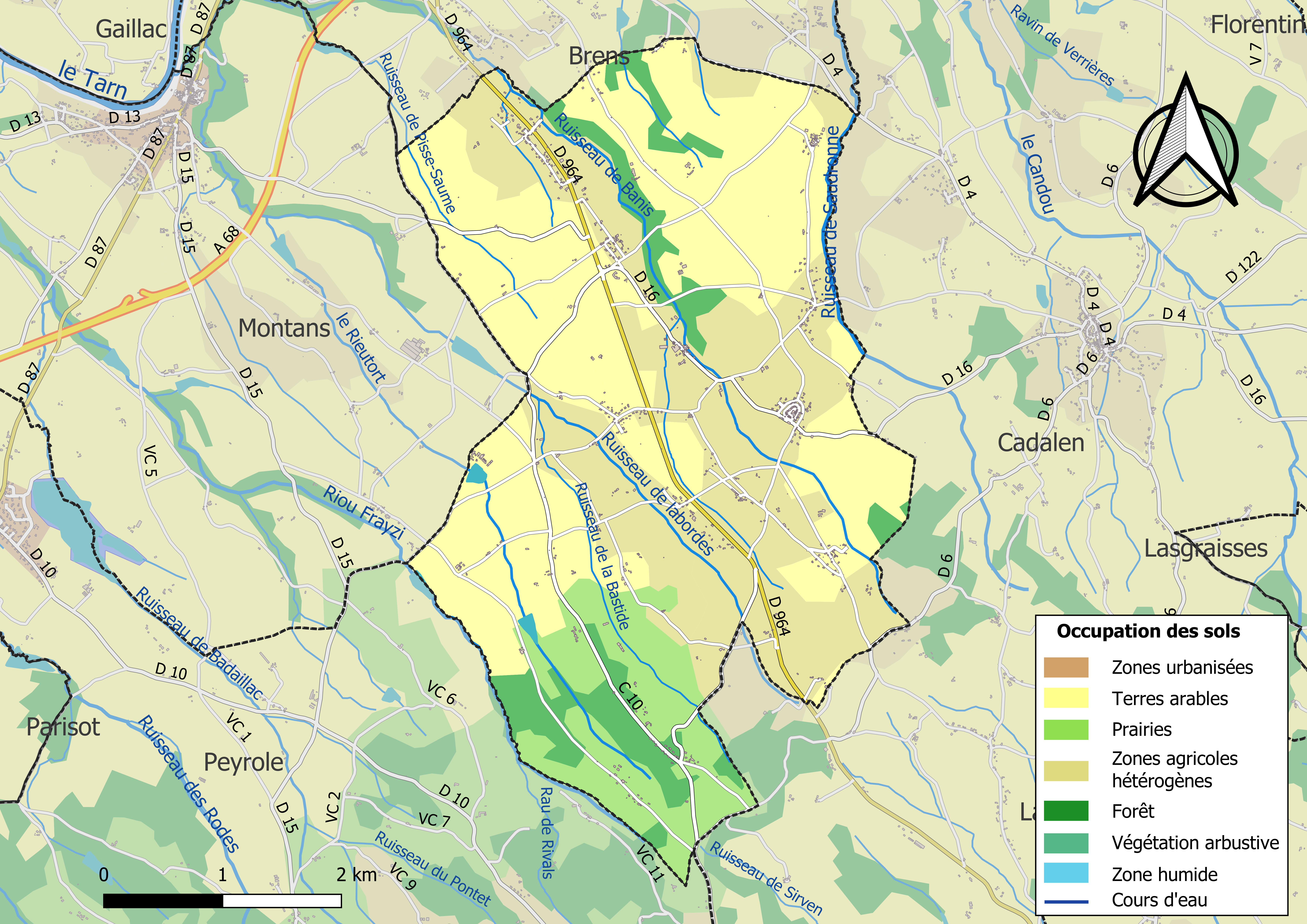
Carte des infrastructures et de l'occupation des sols de la commune en 2018 (CLC).

### Risques majeurs
Le territoire de la commune de Técou est vulnérable à différents aléas naturels : météorologiques (tempête, orage, neige, grand froid, canicule ou sécheresse), mouvements de terrains et séisme (sismicité très faible). Il est également exposé à un risque technologique,  le transport de matières dangereuses. Un site publié par le BRGM permet d'évaluer simplement et rapidement les risques d'un bien localisé soit par son adresse soit par le numéro de sa parcelle.

#### Risques naturels
Técou est exposée au risque de feu de forêt. En 2022, il n'existe pas de Plan de Prévention des Risques incendie de forêt (PPRif). Le débroussaillement aux abords des maisons constitue l’une des meilleures protections pour les particuliers contre le feu,.

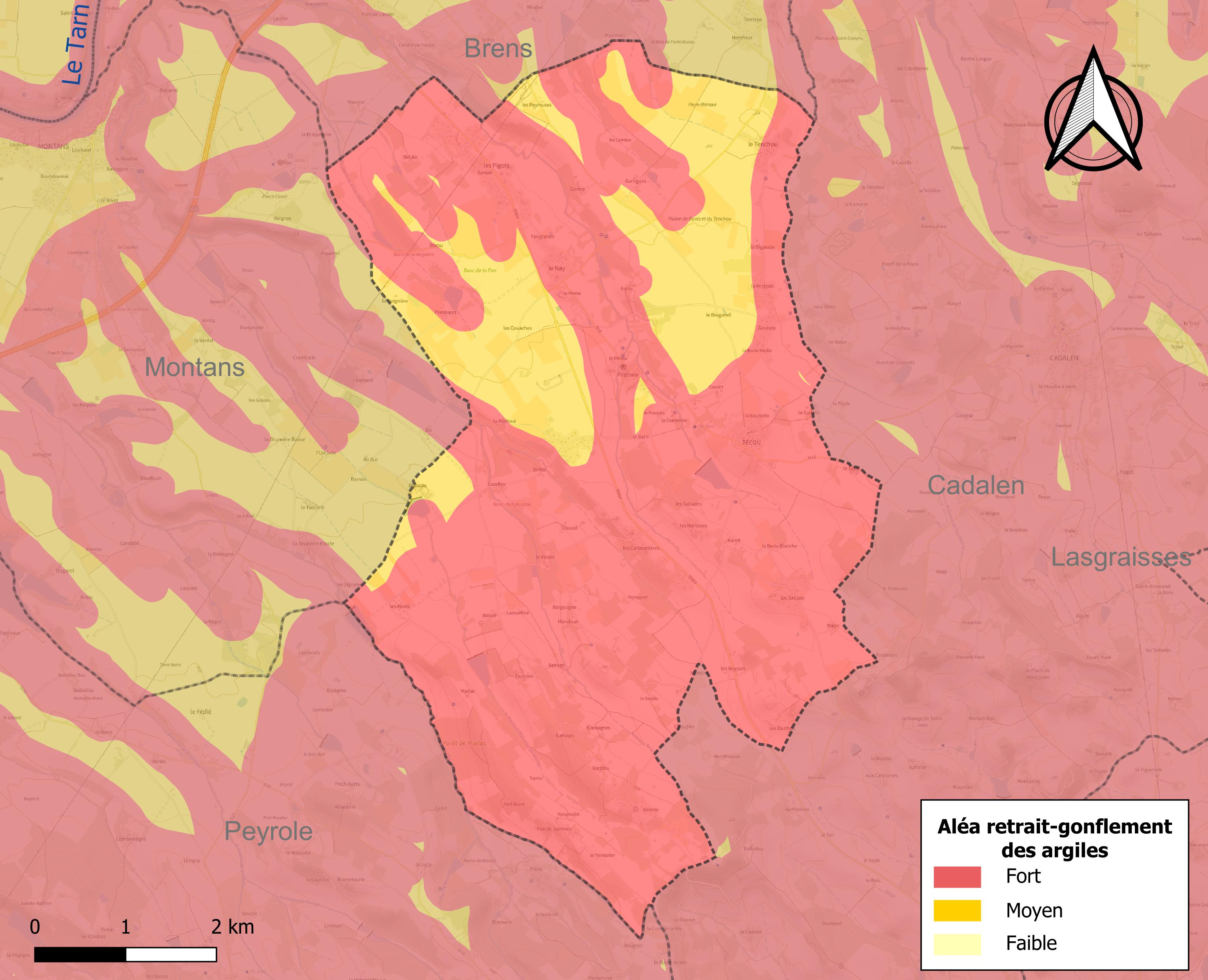
Carte des zones d'aléa retrait-gonflement des sols argileux de Técou.

La commune est vulnérable au risque de mouvements de terrains constitué principalement du retrait-gonflement des sols argileux. Cet aléa est susceptible d'engendrer des dommages importants aux bâtiments en cas d’alternance de périodes de sécheresse et de pluie. La totalité de la commune est en aléa moyen ou fort (76,3 % au niveau départemental et 48,5 % au niveau national). Sur les 401 bâtiments dénombrés sur la commune en 2019, 401 sont en aléa moyen ou fort, soit 100 %, à comparer aux 90 % au niveau départemental et 54 % au niveau national. Une cartographie de l'exposition du territoire national au retrait gonflement des sols argileux est disponible sur le site du BRGM,.
Par ailleurs, afin de mieux appréhender le risque d’affaissement de terrain, l'inventaire national des cavités souterraines permet de localiser celles situées sur la commune.
La commune a été reconnue en état de catastrophe naturelle au titre des dommages causés par les inondations et coulées de boue survenues en 1982. 

#### Risques technologiques
Le risque de transport de matières dangereuses sur la commune est lié à sa traversée par des infrastructures routières ou ferroviaires importantes ou la présence d'une canalisation de transport d'hydrocarbures. Un accident se produisant sur de telles infrastructures est susceptible d’avoir des effets graves sur les biens, les personnes ou l'environnement, selon la nature du matériau transporté. Des dispositions d’urbanisme peuvent être préconisées en conséquence.

## Toponymie
Selon Ernest Nègre, Técou pourrait avoir pour origine le nom de personne gaulois Tecco, se basant sur une forme ancienne attestée du nom (Tecone, 1382).

## Histoire
Técou était à l'origine une bastide médiévale de l'Albigeois, fondée en 1277 par Philippe II de Montfort avec le paréage de l'abbé de Candeil.

## Politique et administration

### Rattachements administratifs et électoraux
La commune faisait partie de la l'ancienne communauté de communes Tarn et Dadou, devenue Gaillac Graulhet Agglo après fusion avec ses voisines. Elle appartient au canton des Deux Rives. (avant le redécoupage départemental de 2014, Técou faisait partie de l'ex-canton de Cadalen)

### Liste des maires
| Période                                  | Période   | Identité             | Étiquette | Qualité |
| ---------------------------------------- | --------- | -------------------- | --------- | ------- |
| 1953                                     | mars 2001 | Henri Azaïs          |           |         |
| mars 2001                                | mars 2008 | Yolande Galinier     |           |         |
| mars 2008                                | En cours  | Jean-François Baules |           |         |
| Les données manquantes sont à compléter. |           |                      |           |         |

## Population et société

### Démographie
| 1793 | 1800 | 1806 | 1821 | 1831  | 1836  | 1841  | 1846  | 1851  |
| ---- | ---- | ---- | ---- | ----- | ----- | ----- | ----- | ----- |
| 633  | 783  | 844  | 903  | 1 011 | 1 060 | 1 066 | 1 075 | 1 066 |

| 1856  | 1861 | 1866 | 1872 | 1876 | 1881 | 1886 | 1891 | 1896 |
| ----- | ---- | ---- | ---- | ---- | ---- | ---- | ---- | ---- |
| 1 027 | 963  | 925  | 837  | 847  | 849  | 800  | 725  | 695  |

| 1901 | 1906 | 1911 | 1921 | 1926 | 1931 | 1936 | 1946 | 1954 |
| ---- | ---- | ---- | ---- | ---- | ---- | ---- | ---- | ---- |
| 650  | 670  | 644  | 532  | 536  | 546  | 568  | 553  | 563  |

| 1962 | 1968 | 1975 | 1982 | 1990 | 1999 | 2006 | 2011 | 2016 |
| ---- | ---- | ---- | ---- | ---- | ---- | ---- | ---- | ---- |
| 528  | 528  | 476  | 510  | 554  | 632  | 756  | 913  | 975  |

| 2021  | 2022  | - | - | - | - | - | - | - |
| ----- | ----- | - | - | - | - | - | - | - |
| 1 067 | 1 099 | - | - | - | - | - | - | - |

### Enseignement
Técou fait partie de l'académie de Toulouse.
La commune possède une école primaire.

## Économie

### Revenus
En 2018, la commune compte 389 ménages fiscaux, regroupant 1 051 personnes. La médiane du revenu disponible par unité de consommation est de 22 410 € (20 400 € dans le département).

### Emploi
|                | 2008  | 2013  | 2018  |
| -------------- | ----- | ----- | ----- |
| Commune        | 8,9 % | 6,5 % | 8,5 % |
| Département    | 8,2 % | 9,9 % | 10 %  |
| France entière | 8,3 % | 10 %  | 10 %  |

En 2018, la population âgée de 15 à 64 ans s'élève à 611 personnes, parmi lesquelles on compte 78,6 % d'actifs (70,1 % ayant un emploi et 8,5 % de chômeurs) et 21,4 % d'inactifs,. En  2018, le taux de chômage communal (au sens du recensement) des 15-64 ans est inférieur à celui de la France et du département, alors qu'en 2008 la situation était inverse.
La commune fait partie de la couronne de l'aire d'attraction d'Albi, du fait qu'au moins 15 % des actifs travaillent dans le pôle,. Elle compte 243 emplois en 2018, contre 151 en 2013 et 136 en 2008. Le nombre d'actifs ayant un emploi résidant dans la commune est de 433, soit un indicateur de concentration d'emploi de 56,2 % et un taux d'activité parmi les 15 ans ou plus de 63,2 %.
Sur ces 433 actifs de 15 ans ou plus ayant un emploi, 90 travaillent dans la commune, soit 21 % des habitants. Pour se rendre au travail, 88,3 % des habitants utilisent un véhicule personnel ou de fonction à quatre roues, 1,9 % les transports en commun, 3,1 % s'y rendent en deux-roues, à vélo ou à pied et 6,7 % n'ont pas besoin de transport (travail au domicile).

### Activités hors agriculture

#### Secteurs d'activités
75 établissements sont implantés  à Técou au 31 décembre 2019. Le tableau ci-dessous en détaille le nombre par secteur d'activité et compare les ratios avec ceux du département,.
| Secteur d'activité                                                                                        | Commune | Commune | Département |
| Secteur d'activité                                                                                        | Nombre  | %       | %           |
| --- | ------- | ------- | ----------- |
| Ensemble                                                                                                  | 75      | 100 %   | (100 %)     |
| Industrie manufacturière, industries extractives et autres                                                | 13      | 17,3 %  | (13 %)      |
| Construction                                                                                              | 13      | 17,3 %  | (12,5 %)    |
| Commerce de gros et de détail, transports, hébergement et restauration                                    | 13      | 17,3 %  | (26,7 %)    |
| Information et communication                                                                              | 1       | 1,3 %   | (2,1 %)     |
| Activités financières et d'assurance                                                                      | 5       | 6,7 %   | (3,3 %)     |
| Activités immobilières                                                                                    | 3       | 4 %     | (4,2 %)     |
| Activités spécialisées, scientifiques et techniques et activités de services administratifs et de soutien | 6       | 8 %     | (13,8 %)    |
| Administration publique, enseignement, santé humaine et action sociale                                    | 11      | 14,7 %  | (15,5 %)    |
| Autres activités de services                                                                              | 10      | 13,3 %  | (9 %)       |

Le secteur du commerce de gros et de détail, des transports, de l'hébergement et de la restauration est prépondérant sur la commune puisqu'il représente 17,3 % du nombre total d'établissements de la commune (13 sur les 75 entreprises implantées  à Técou), contre 26,7 % au niveau départemental.

#### Entreprises et commerces
Les deux entreprises ayant leur siège social sur le territoire communal qui génèrent le plus de chiffre d'affaires en 2020 sont : 
- Sopart 81, activités des sociétés holding (75 k€)
- EURL Les Grezes, fabrication de meubles de bureau et de magasin (34 k€)

### Agriculture
La commune est dans le Gaillacois, une petite région agricole au sous-sol argilo-graveleux et/ou calcaire dédiée à la viticulture depuis plus de 2000 ans, située dans le centre-ouest du département du Tarn. En 2020, l'orientation technico-économique de l'agriculture  sur la commune est la polyculture et/ou le polyélevage. 
|               | 1988  | 2000  | 2010 | 2020 |
| ------------- | ----- | ----- | ---- | ---- |
| Exploitations | 63    | 36    | 26   | 17   |
| SAU (ha)      | 1 291 | 1 058 | 808  | 647  |

Le nombre d'exploitations agricoles en activité et ayant leur siège dans la commune est passé de 63 lors du recensement agricole de 1988  à 36 en 2000 puis à 26 en 2010 et enfin à 17 en 2020, soit une baisse de 73 % en 32 ans. Le même mouvement est observé à l'échelle du département qui a perdu pendant cette période 58 % de ses exploitations,. La surface agricole utilisée sur la commune a également diminué, passant de 1 291 ha en 1988 à 647 ha en 2020. Parallèlement la surface agricole utilisée moyenne par exploitation a augmenté, passant de 20 à 38 ha.

## Culture locale et patrimoine

### Lieux et monuments

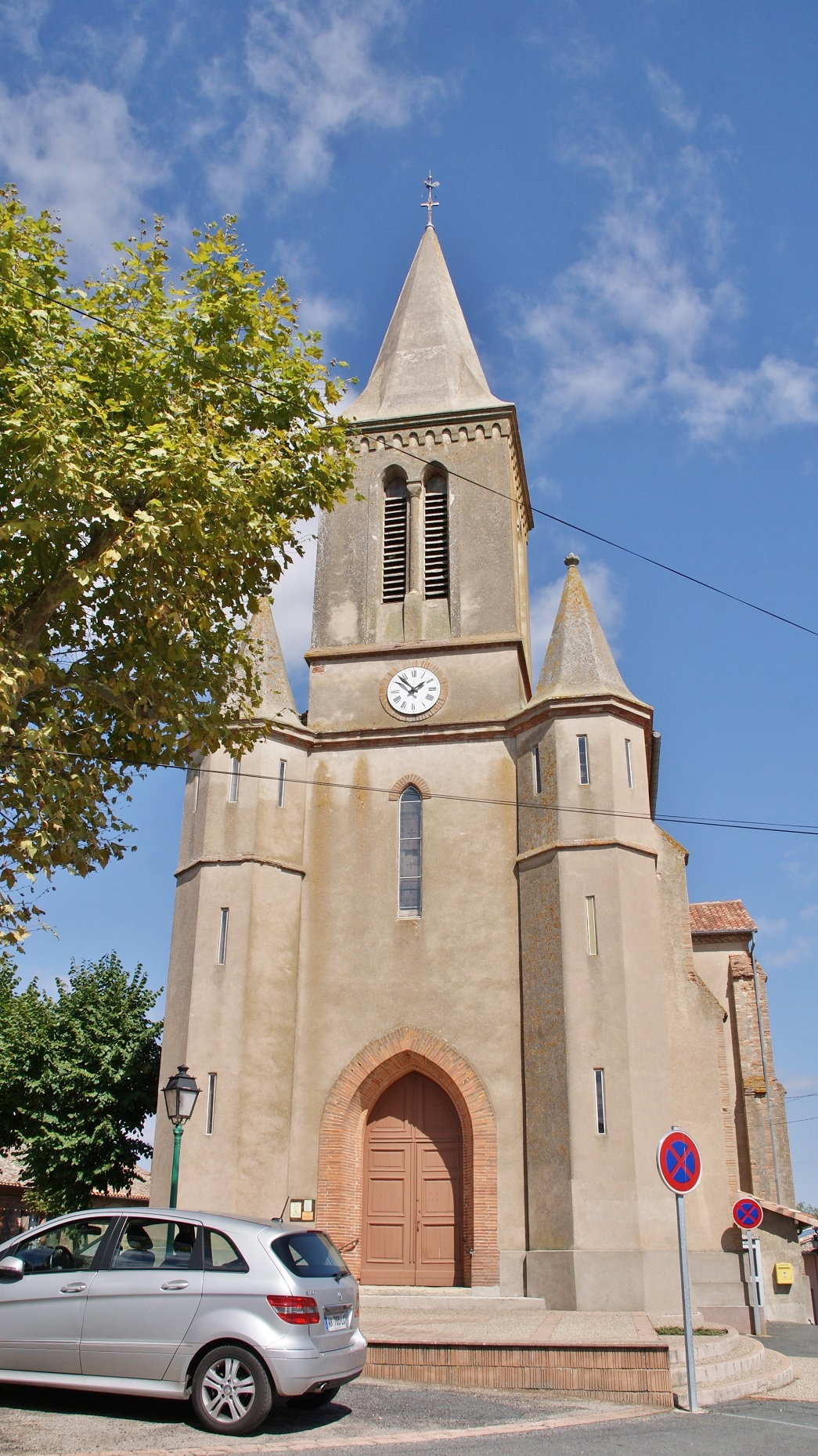
L'église Saint-André de Técou.

- Église paroissiale Saint-André de Técou.
- Chapelle Saint-Barthélemy du Nay.

### Personnalités liées à la commune
- Barthélémy Cabrol, premier chirurgien d’Henri IV, né à Técou vers 1529.
- Philippe II de Montfort-Castres.

## Héraldique
| Blason | Blasonnement : De sinople au sautoir d'argent. |